# Anne Peyroche
Pour les articles homonymes, voir Peyroche.
Anne Peyroche, née Anne Marthe Alice Smal, est une biologiste et généticienne française. Du 24 octobre 2017 au 19 janvier 2018, elle assure l'intérim de la présidence du Centre national de la recherche scientifique.
En 2018, elle est soupçonnée de fraude scientifique, le CEA concluant en 2020 à des « négligences fautives ». 
Depuis le 23 janvier 2023, elle est vice-présidente de l'ENS Paris-Saclay.

## Biographie
Ancienne élève de l'École normale supérieure de Cachan, Anne Peyroche est reçue major de l'agrégation de biochimie et génie biologique en 1994. En 1995, elle obtient un DEA de biologie cellulaire et moléculaire. Elle rejoint l'université Pierre-et-Marie-Curie et en 1999, elle soutient une thèse sur les facteurs d'échanges de la protéine G ARF impliqués dans le trafic intracellulaire. 
La même année, elle entre au CEA et mène d'abord des recherches sur le trafic intracellulaire des protéines, puis sur les réponses aux dommages de l'ADN et enfin sur l'assemblage du protéasome. En 2013, elle devient directrice adjointe du laboratoire génétique moléculaire et destin cellulaire (CNRS/CEA/université Paris-Sud). Elle dirige l'équipe « Protéasome et réponses aux dommages de l'ADN ».

### Fonctions administratives
En mai 2014, elle entre au secrétariat d'État à l'Enseignement supérieur et à la recherche en tant que conseillère chargée de la recherche.  Elle est conseillère des ministres Geneviève Fioraso et Thierry Mandon. Elle est nommée directrice adjointe de cabinet chargée de la recherche en septembre 2015, directrice générale déléguée à la science du CNRS le 15 janvier 2016, et présidente du CNRS par intérim en remplacement d'Alain Fuchs le 24 octobre 2017. Quelques semaines seulement après sa nomination, son travail réalisé entre 2001 et 2012, quand elle était employée par le CEA, est mis en cause dans des commentaires sur le site PubPeer. Antoine Petit, président de l'Inria, est alors désigné pour la remplacer à la tête du CNRS,.
Depuis le 23 janvier 2023, elle est vice-présidente de l'ENS Paris-Saclay, chargée de la stratégie et des moyens.

### Fraude scientifique
Le 19 janvier 2018, elle fait l'objet d'une enquête interne au CEA liée aux soupçons de manipulations dans les figures de cinq de ses articles scientifiques,,,,. En novembre 2018, les cahiers de laboratoires et les disques durs sont expertisés et les experts du CEA concluent que certaines allégations sont sérieuses. En janvier 2018, le CEA désigne l'immunologiste Jean-François Bach, membre du comité consultatif national d'éthique, comme président de la commission d'enquête chargée d'évaluer à titre consultatif les cinq articles incriminés. Début octobre 2018, L'Express et Le Monde , révèlent que le rapport de l'Académie des sciences qui confirme les soupçons d'inconduite scientifique est « enterré » depuis le mois de mai. Le 22 octobre, L'Express publie de nouveaux rapports concluant à la fraude scientifique. Le CEA considère que la procédure est suspendue en attendant d'auditionner la chercheuse,. Neuf mois après le début de la procédure disciplinaire, le CEA prend la décision de ne pas appliquer de sanction disciplinaire. Le ministère « dément les allégations de L’Express, qui affirme que la ministre Frédérique Vidal aurait demandé de ne pas sanctionner Anne Peyroche », alors que Sylvestre Huet, membre du Conseil de l’intégrité scientifique, écrit à Frédérique Vidal que pèse un « soupçon intolérable d'intervention » et d'entrave au processus de traitement de la faute commise, ce qui envoie « un message désastreux à la communauté scientifique ». Le CEA publie en 2020 l’intégralité du rapport du Comité présidé par Jean-François Bach et mis en place pour instruire ce dossier,. Elle est sanctionnée par deux semaines de mise à pied, le CEA concluant à des « négligences fautives constitutives de manquements à l’intégrité scientifique de nature à porter atteinte à l’image de l’organisme et plus généralement de la recherche ».

## Distinctions
- 2009 : prix Victor Noury, Thorlet, Henri Becquerel, Jules et Augusta Lazare de l'Académie des sciences[27]
- 2010 : prix Irène-Joliot-Curie dans la catégorie jeune femme scientifique[28]
- 2011 :  Chevalier de l'ordre national du Mérite [1]